# Marijina vas
Marijina vas – wieś w Słowenii, w gminie Laško. W 2018 roku liczyła 82 mieszkańców.